# 阿拉腾嘎达斯淖
阿拉腾嘎达斯淖也作阿拉腾嘎达斯诺尔、阿拉腾嘎达斯湖，是一个位于中国内蒙古自治区锡林郭勒盟正镶白旗乌兰查布苏木阿拉坦嘎达苏嘎查以西的一座内流盐湖，水位1120米，面积3.2平方千米。湖泊周边多沼泽地，主要补给源布尔嘎斯特郭勒由湖西北汇入。

2019年正镶白旗河长制工作领导小组关于河流湖泊划界成果的公告中，阿拉腾嘎达斯淖水域面积6.12平方千米，划界面积为10.12平方千米。2021年正镶白旗人民政府关于划定主要河湖管理范围的公告中，阿拉腾嘎达斯淖湖泊划界面积19.741平方千米，划界长度17.181千米。